# Constellations (Miró)
Pour les articles homonymes, voir Constellation (homonymie).
Constellations est un ensemble de tableaux  peints par  Joan Miró  de 1939 à 1941.
Bien que ces œuvres portent toutes un titre différent, elles ont été regroupées sous un seul terme générique lors de leur exposition à la galerie Pierre Matisse de New York en 1945. La « série  » a été commencée à Varengeville fin 1939, avec  une huile sur toile : Femme au cerf-volant parmi les constellations  alors  que Miró séjournait près de son ami Braque. Elle a été poursuivie en Espagne à Vic, puis à Mont-Roig.

Sur le nombre de ces œuvres, les biographes avancent des chiffres différents : 23 constellations pour Jacques Dupin, 30 pour la Fondation Miró de Barcelone. André Breton a pris appui sur 24 de ces tableaux pour publier  des poèmes hermétiques  dont il est l'auteur dans un recueil intitulé  Constellations. L'ouvrage édité par Pierre Matisse en 1959, est illustré de 24 fac-similés que Breton commente ainsi : 

« Dans une heure d'extrême trouble, celle qui couvre de la première à la dernière ses constellations, il semble que, par une tension réflexe au plus pur et à l'inaltérable, Miró ait voulu déployer, dans l'éventail de toutes les séductions, le plein registre de sa voix.N'importe où hors du monde et, de plus, hors du temps, mais pour mieux retenir partout et toujours, jaillit alors cette voix au timbre de si loin discernable, qui s'élève à l'unisson des plushautes voix inspirées. Pour peu qu'on y songe, du rapport d'une telle œuvre aux circonstances qui  l ont vu naître se dégage le même pathétique que la négation éperdue du chasseur dans le chant d'amour du coq de bruyère. »

Toutes ces œuvres portent des titres-fleuves, Miró prenant plaisir à rédiger des poèmes qu'il développera plus tard : Une Goutte de rosée tombant de l'aile d'un oiseau réveille Rosalie endormie à l'ombre d'une toile d'araignée (1939), 65 × 92 cm, The University of Iowa Museum of Art, Mark Ranney Memorial Fund.
Beaucoup de constellations sont la propriété de collectionneurs privés : Femme à la blonde aisselle coiffant sa chevelure à la lueur des étoiles (1940) gouache et peinture à l'essence sur papier, 38 × 46 collection particulière. Femmes encerclées par un vol d'oiseau  (1941), peinture à l'essence sur papier, 40 × 38 cm, collection particulière. 1940.

## Vic, 1940 - L’Étoile du matin
L’Étoile du matin est une œuvre de  Joan Miró  peinte à Vic en 1940. Elle fait partie de la série dite des Constellations. De cette œuvre, l'artiste écrit à Roland Penrose : « Une fois terminé mon travail à la peinture à l'huile, j'ai trempé mes pinceaux dans l'essence, et je les ai essuyé sur des feuilles blanches sans idée préconçue. Ce barbouillage m'a mis de bonne humeur et a provoqué la naissance de multiples formes : personnages animaux, étoiles, ciel, lune, soleil(…). »
Le mélange des matériaux utilisés permet à Miró de créer un monde foisonnant sur fond gris, bleu, ocre, formant un ensemble vaporeux sur lequel la mine de crayon passe et envahit la page en tous sens. La ligne s'emmêle, tourne autour de formes où l'on distingue un animal à quatre pattes, avec des crocs et une langue rouge en forme de flèche qui devient noire à son extrémité.
À droite, une femme est peinte avec le signe habituel que le Miro lui attribue : une amande entourée de poils. La tête de femme possède cinq yeux, ce qui lui permet d'observer tous les éléments du tableau en même temps. Métaphoriquement elle observe tout l'univers.

## Mont-roig, 1941 - Vers l'arc-en-ciel
Vers l'arc-en-ciel est une œuvre de  Joan Miró, peinte à Mont-Roig en 1941. Elle fait partie de la série dite des Constellations. « Par un singulier destin, les Constellations seront les premiers témoignages artistiques à parvenir d'Europe aux États-Unis d'Amérique à la fin de la guerre. L'exposition que Pierre Matisse en a fait en 1945 a été accueillie avec une très grande ferveur. »
Face à la multitude d'éléments composant ce tableau, Jacques Dupin parle « d’unité constellante » pour définir la rigueur dans le foisonnement ordonnancé « comme un mouvement d'horlogerie. »
André Breton parle de « d'accentuation lumineuse ». Les emplois systématiques de couleurs pures ou dominent les tons outremers, jaunes, verts, orangés, sont encore restreints selon Jacques Dupin, mais sont suffisamment bien ordonnés pour donner une impression de richesse et de puissance chromatique.
Sur fond rose, gris, ocre, piqueté de blanc, des formes rassemblées en un seul élan semblent monter vers le ciel. La notion d'accession est suggérée par deux lignes ascendantes qui se rejoignent au milieu du tableau sous une « tête » quadrichrome noire ornée d'un bandeau bleu figurant les yeux, des excroissances noires à taches vertes ou oranges figurent le nez et les oreilles. Des yeux-nouilles rappellent que l'artiste était pataphysicien